# Liberia-Manguste
Die Liberia-Manguste oder Liberia-Kusimanse (Liberiictis kuhni) ist eine in Westafrika lebende Raubtierart aus der Familie der Mangusten. Sie wurde erst im Jahr 1958 wissenschaftlich beschrieben und gilt als bedroht.

## Merkmale
Liberia-Mangusten haben ein vorwiegend dunkelbraun gefärbtes Fell. Am Nacken erstreckt sich ein dunkler, von zwei hellen Streifen flankierter Fellstreifen, die Kehle ist hell. Die sehr dunklen Füße sind mit Grabkrallen ausgestattet. Der Kopf ist länglich, die Schnauze zugespitzt und beweglich. Die rundlichen Ohren sind relativ klein. Die Zahnformel lautet I 3/3 – C 1/1 – P 4/4 – M 2/2, insgesamt also 40 Zähne. Die Zähne sind klein und die Kiefer relativ schwach. Diese Tiere erreichen eine Kopfrumpflänge von 43 bis 47 Zentimetern und eine Schwanzlänge von rund 20 Zentimetern, das Gewicht beträgt rund 2,3 Kilogramm. Es ist kein Geschlechtsdimorphismus bekannt, die Geschlechter sind also gleich groß.

## Verbreitung und Lebensraum

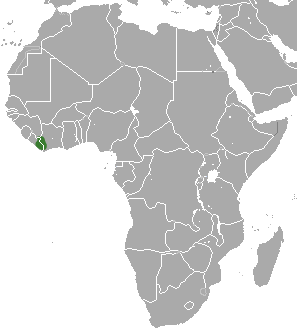
Verbreitungsgebiet der Liberia-Manguste

Liberia-Mangusten haben ein sehr kleines Verbreitungsgebiet. Sie sind nur aus dem nordöstlichen Liberia sowie aus angrenzenden Gebieten der Elfenbeinküste bekannt. Vermutlich leben sie auch im südlichen Guinea. Ihr Lebensraum sind dicht bewachsene Wälder, meist in der Nähe von Flüssen.

## Lebensweise
Liberia-Mangusten sind tagaktiv und halten sich vorwiegend am Boden auf. In der Nacht schlafen sie in hohlen Baumstämmen, unter umgestürzten Bäumen und gelegentlich in Termitenhügeln. Der gleiche Schlafplatz wird selten zweimal hintereinander verwendet. Sie leben in Gruppen von vier bis sechs Tieren, es gibt aber auch Berichte von größeren Gruppen. Ausgewachsene Männchen leben hingegen häufig allein, ein mit Radiohalsband überwachtes Männchen wechselte regelmäßig zwischen drei stabilen Gruppen und hielt sich dort jeweils für einen bis drei Tage auf. Sie sind sehr leise und kommunizieren nur mit Grunzlauten. Gelegentlich halten sie sich in der Nähe von Rußmangaben auf und reagieren auf deren Alarmschreie.
Mit ihren Grabkrallen und der zugespitzten Schnauze sind diese Mangusten gut an eine Nahrungssuche im Boden angepasst. Ihre Nahrung besteht vorwiegend aus großen Würmern aus der Familie der Megascolecidae. Daneben fressen sie auch Erdwühlen und möglicherweise weitere Wirbeltiere sowie Insektenlarven und Früchte.
Über die Fortpflanzung ist kaum etwas bekannt. Die Geburten fallen vermutlich in die Regenzeit zwischen Mai und September, wenn das Nahrungsangebot am größten ist.

## Systematik
Die Liberia-Manguste wird als einzige Art der damit monotypischen Gattung Liberiictis zugeordnet. Die wissenschaftliche Erstbeschreibung stammt aus dem Jahr 1958 von Robert William Hayman, der Art und Gattung auf der Basis von Schädeln beschrieb, die ihm von Hans-Jürg Kuhn in Heidelberg, später Professor in Göttingen, zur Verfügung gestellt wurden. Die Schädel wurden von dem Ethnologen Hans Himmelheber zusammen mit anderen Tierschädeln für die Universitätssammlung eingekauft und von Kuhn als Besonderheit erkannt. Er konnte Hayman insgesamt acht Schädel zur weiteren Untersuchung und Beschreibung zur Verfügung stellen. Aufgrund seiner Dankbarkeit benannte Hayman die Art nach Kuhn als Liberiictis kuhni.
Innerhalb der Art werden keine Unterarten unterschieden.

## Bedrohung
Die westliche Wissenschaft erhielt erst 1958 Kenntnis von dieser Art, erst 1989 wurden die ersten lebenden Exemplare gesichtet. Zu ihren Bedrohungen zählen die Zerstörung ihres Lebensraumsaufgrund von Landwirtschaft und Bergbau sowie die Bejagung wegen ihres Fleisches. Auch Pestizide stellen eine Gefahr dar, da diese sich in ihren Beutetieren ansammeln und die Tiere so vergiften. Die Weltnaturschutzunion IUCN schätzt, dass die Gesamtpopulation in den letzten 15 Jahren um mehr als 30 % zurückgegangen ist, sie befürchtet einen weiteren Rückgang und listet die Art als „gefährdet“ (vulnerable).

## Belege
1. 1 2  Don E. Wilson & DeeAnn M. Reeder (Hrsg.): Liberiictis kuhni in Mammal Species of the World. A Taxonomic and Geographic Reference (3rd ed).
2. ↑  R.W. Hayman: A new genus and species of West African mongoose. Annals and Magazine of Natural History Series 13, 1:7, 1958; S. 448–452. doi:10.1080/00222935808650967.